# Buszcza (rejon rówieński)
Buszcza (ukr. Буща) – wieś na Ukrainie, w obwodzie rówieńskim, w rejonie rówieńskim, w hromadzie Mizocz. W 2001 liczyła 982 mieszkańców, spośród których 986 wskazało jako ojczysty język ukraiński, 4 rosyjski, a 2 białoruski.
W okresie międzywojennym wieś znajdowała się w granicach II RP, wchodząc w skład gminy Buderaż w powiecie zdołbunowskim, w województwie wołyńskim.